# Elecciones municipales de 2007 en Sevilla
Las elecciones municipales de 2007 se celebraron en Sevilla el domingo 27 de mayo, de acuerdo con el Real Decreto de convocatoria de elecciones locales en España dispuesto el 2 de abril de 2007 y publicado en el Boletín Oficial del Estado el día 3 de abril. Se eligieron los 33 concejales del pleno del Ayuntamiento de Sevilla mediante un sistema proporcional (método d'Hondt), con listas cerradas y un umbral electoral del 5 %.

## Resultados
Los resultados completos se detallan a continuación:
| Candidatura     | Candidatura                                                     | Voto Popular | Voto Popular                           | Voto Popular                           | Concejales                             | Concejales                             |
| Candidatura     | Candidatura                                                     | Votos        | %                                      | ±pp                                    | Total                                  | +/-                                    |
| --------------- | --------------------------------------------------------------- | ------------ | -------------------------------------- | -------------------------------------- | -------------------------------------- | -------------------------------------- |
|                 | Partido Popular (PP-A)                                          | 128 776      | 41,84                                  | +6.64                                  | 15                                     | +3                                     |
|                 | Partido Socialista Obrero Español de Andalucía (PSOE-A)         | 124 534      | 40,46                                  | +1.86                                  | 15                                     | +1                                     |
|                 | Izquierda Unida Los Verdes-Convocatoria por Andalucía (IULV-CA) | 25,772       | 8,37                                   | -0.60                                  | 3                                      | ±0                                     |
|                 |                                                                 |              |                                        |                                        |                                        |                                        |
|                 | Partido Andalucista (PA)                                        | 13 839       | 4,5                                    | -7.82                                  | 0                                      | -4                                     |
|                 | Los Verdes 2007 (LV2007)                                        | 3207         | 1,04                                   | -0.30                                  | 0                                      | ±0                                     |
|                 | Partido Socialista de Andalucía (PSA)                           | 2179         | 0,71                                   | +0.17                                  | 0                                      | ±0                                     |
|                 | Partido Antitaurino Contra el Maltrato Animal (PACMA)           | 724          | 0,24                                   | Nuevo                                  | 0                                      | ±0                                     |
|                 | Izquierda Republicana (IR)                                      | 593          | 0,19                                   | Nuevo                                  | 0                                      | ±0                                     |
|                 | Solidaridad y Autogestión Internacionalista (SAIn)              | 525          | 0,17                                   | Nuevo                                  | 0                                      | ±0                                     |
|                 | Por un Mundo Más Justo (PUM+J)                                  | 523          | 0,17                                   | Nuevo                                  | 0                                      | ±0                                     |
|                 | Grupo de Ciudadanos Independientes (GCI)                        | 519          | 0,17                                   | -0.14                                  | 0                                      | ±0                                     |
|                 | Falange Española de las JONS (FE de las JONS)                   | 280          | 0,09                                   | ±0.00                                  | 0                                      | ±0                                     |
|                 | Partido Humanista (PH)                                          | 221          | 0,07                                   | -0.02                                  | 0                                      | ±0                                     |
| Votos en blanco | Votos en blanco                                                 | 6110         | 1,99                                   | -0.48                                  | n/a                                    | n/a                                    |
| Votos vàlidos   | Votos vàlidos                                                   | 307 802      | 100,00                                 | 100,00                                 | 33                                     | ±0                                     |
| Votos nulos     | Votos nulos                                                     | 1197         | Participación: · \| \| 54,61 % \| 2,1% | Participación: · \| \| 54,61 % \| 2,1% | Participación: · \| \| 54,61 % \| 2,1% | Participación: · \| \| 54,61 % \| 2,1% |
| Votantes        | Votantes                                                        | 308 999      | Participación: · \| \| 54,61 % \| 2,1% | Participación: · \| \| 54,61 % \| 2,1% | Participación: · \| \| 54,61 % \| 2,1% | Participación: · \| \| 54,61 % \| 2,1% |
| Electores       | Electores                                                       | 565 792      | Participación: · \| \| 54,61 % \| 2,1% | Participación: · \| \| 54,61 % \| 2,1% | Participación: · \| \| 54,61 % \| 2,1% | Participación: · \| \| 54,61 % \| 2,1% |
|                 | 54,61 %                                                         |              |                                        |                                        |                                        |                                        |

## Cabeza de lista
| Cabeza de lista | Partido Político |
| --------------- | ---------------- |
|                 | PP-A             |
|                 | PSOE-A           |
|                 | IULV-CA          |

## Concejales electos
Relación de concejales electos:
| N.º | Nombre                                        | Lista | Lista   |
| --- | --------------------------------------------- | ----- | ------- |
| 1   | Juan Ignacio Zoido Álvarez                    |       | PP-A    |
| 2   | Alfredo Sánchez Monteseirín (Alcalde Titular) |       | PSOE-A  |
| 3   | Alicia Martínez Martín                        |       | PP-A    |
| 4   | José Antonio Viera Chacón                     |       | PSOE-A  |
| 5   | María Rosario García Jiménez                  |       | PP-A    |
| 6   | Rosa Mar Prieto-Castro García-Alix            |       | PSOE-A  |
| 7   | Juan Francisco Bueno Navarro                  |       | PP-A    |
| 8   | Emilio Carlos Carrillo Benito                 |       | PSOE-A  |
| 9   | Antonio Rodrigo Torrijos                      |       | IULV-CA |
| 10  | Vicente Flores Alés                           |       | PP-A    |
| 11  | María Esther Gil Martín                       |       | PSOE-A  |
| 12  | Eduardo Beltrán Pérez García                  |       | PP-A    |
| 13  | Alfonso Rodríguez Gómez de Celis              |       | PSOE-A  |
| 14  | Maximiliano Vílchez Porras                    |       | PP-A    |
| 15  | Juan Antonio Martínez Troncoso                |       | PSOE-A  |
| 16  | María Eugenia Romero Rodríguez                |       | PP-A    |
| 17  | María Nieves Hernández Espinal                |       | PSOE-A  |
| 18  | Gregorio Serrano López                        |       | PP-A    |
| 19  | Francisco José Fernández Sánchez              |       | PSOE-A  |
| 20  | Francisco Manuel Silva Ardanuy                |       | IULV-CA |
| 21  | Evelia Rincón Cardoso                         |       | PP-A    |
| 22  | Eva Patricia Bueno Campanario                 |       | PSOE-A  |
| 23  | Joaquín Guillermo Peña Blanco                 |       | PP-A    |
| 24  | Alfonso Mir del Castillo                      |       | PSOE-A  |
| 25  | María Amidea Navarro Rivas                    |       | PP-A    |
| 26  | María Teresa Florido Mancheño                 |       | PSOE-A  |
| 27  | José Miguel Luque Moreno                      |       | PP-A    |
| 28  | Alberto Moriña Macías                         |       | PSOE-A  |
| 29  | Francisco Luis Pérez Guerrero                 |       | PP-A    |
| 30  | María Dolores Rodríguez Carrasco              |       | PSOE-A  |
| 31  | Josefa Medrano Ortiz                          |       | IULV-CA |
| 32  | María del Mar Sánchez Estrella                |       | PP-A    |
| 33  | Joaquín Díaz González                         |       | PSOE-A  |

## Investidura
| Votación de investidura de Alfredo Sánchez Monteseirín (PSOE-A) Mayoría absoluta: 17/33 |       |                          |
| Candidato                                                                               | Votos | Partidos votantes        |
| Alfredo Sánchez Monteseirín                                                             | 18    | PSOE-A (15), IULV-CA (3) |
| Juan Ignacio Zoido Álvarez                                                              | 15    | PP-A (15)                |